# Нереальная любовь (фильм, 2014)
«Нереальная любовь» — российская романтическая комедия режиссёра Армана Геворгяна.

## Сюжет
Мира работает обычной школьной учительницей, которая пишет роман о любовной связи собаки и свиньи. Обнаружив недостающие страницы в её романе, она паникует и находит их у своих учеников. В истерике она бежит из школы и выбегает перед дорогим автомобилем, который её чуть не сбивает. Из машины выходит девушка Ольга, которая является старой одноклассницей Миры.
Девушки рады встрече, и Ольга начинает её возить по салонам красоты, дорогим бутикам и т.д. Девушки отправляются на вечеринку в ночной клуб в попытке обнаружить там свою подругу Лену, но безуспешно. Мира интересуется у неё, как она заработала все своё состояние, на что та сообщает ей, что это всё благодаря богатому мужу Вадиму. Мира знакомится с другом Вадима, Игорем, и сразу же влюбляется в него, а он — в неё. Игорь сообщает, что собирается лететь в Сочи по делам. Атмосферу романтической встречи рушит Вадим, напоминая Мире о её финансовом положении и статусе в обществе, девушка расстраивается. 
На выходе из бара Ольге звонит Вадим и начинает скандал, по исходу которого он сообщает, что лишает её финансов и машины. В качестве мести Ольга с Мирой едут к Вадиму ровно в тот момент, когда он заключает контракт с японцами. Ольга прилюдно его бросает, а японцы отказываются заключать с ним контракт.
Девушки едут в ломбард и продают кольцо Ольги, чтобы заработать на самолёт до Сочи. Успевая на ближайший рейс, девушки заселяются в президентский номер в отеле, сообщая, что Ольга — жена президента. Посетив лыжный курорт, они знакомятся с инструктором Ником. Ник сообщает, что проведёт занятие бесплатно, на что Ольга решает уйти, а Мира — рискнуть и скатиться с горы. Во время занятия она замечает Игоря и его начальницу. Решив, что у них брак, она уходит вместе с Ником. 
Девушки попадают на бизнес-лекцию, во время которой Ольга сообщает, что им надо попасть на закрытую вечеринку. Девушки крадут униформу и проходят незамеченными, после чего избавляются от униформы. Мира с Игорем покидают вечеринку и сначалу к маяку, а затем в дом Игоря. Наутро Мира замечает фото семьи Игоря и, не дождавшись его, пишет записку и покидает дом. Вернувшись в номер, она видит расстроенную Олю, которая переспала с пилотом, надеясь на отношения, однако тот, оставив деньги уехал от неё. Ольга начинает бросаться подушками, в этот момент в номер заходит президент, интересуясь у менеджера, что это за девушки. Девушек выселяют, и они отправляются к Нику, который принимает их у себя и разрешает остаться.
Ольга и Мира отправляются на новую трассу для сноубордистов, где Ольга сбивает с ног президента, в которого влюбляется, как и он в неё. Мира через Ольгу узнаёт, что на фото Игорь был запечатлён со своей сестрой и племянником. Мира идёт на свидание с Игорем, который готовится сделать ей предложение, однако возвращается Вадим и с криком сообщает, что девушки — аферистки. Мира покидает ресторан, Игорь помолвлен со своей начальницей, а Ольга — жена президента, которая просит его издать книгу Миры. Во время презентации Игорь с Мирой мирятся, Вадим прощает девушек, сообщая о том, что у него получилось договориться с японцами. Игорь с Мирой сидят на берегу моря и общаются. Мира закадрово сообщает что чудеса случаются, а Ольга спустя пару месяцев сбежала от президента к инструктору Нику.

## В ролях
- Марина Александрова — Мира Орлова
- Равшана Куркова — Ольга
- Егор Бероев — Игорь
- Гоша Куценко — олигарх
- Оскар Кучера — Юрий Соколов, олигарх
- Игорь Верник — Вадим, муж Лены
- Янина Студилина — Лена
- Егор Пазенко — муж Ольги
- Дмитрий Ендальцев — Ник, тренер по сноуборду
- Анна Щербинина — Мадлен
- Леонид Лефтеров — гость президента
- Антонио Виллани — Марио
- Олеся Пуховая — Попова, тусовщица
- Анатолий Терпицкий — ювелир
- Сергей Новицкий — старший менеджер отеля
- Сергей Журавель — директор школы
- Ксения Непотребная — менеджер
- Валерия Крючкова — горничная
- Алексей Гончарик — лектор
- Вячеслав Харитонов — охранник Миры

## Критика
Фильм получил отрицательные отзывы от кинокритиков.
Евгений Ухов из Film.ru дал фильму положительную оценку, похвалив декорации, дизайн костюмов, а также операторскую работу.
Кинокритик Евгений Баженов раскритиковал фильм, назвав его «убожеством». Станислав Никулин из Кино@mail.ru также дал фильму низкий балл, раскритиковав его.
Анна Румянцева с сайта ВашДосуг дала фильму три звезды из пяти.